# La signora in bianco
La signora in bianco (Insignificance) è un film britannico del 1985 diretto da Nicolas Roeg.